# 5072 Hioki
5072 Hioki eller 1931 TS1 är en asteroid i huvudbältet, som upptäcktes 9 oktober 1931 av den tyske astronomen Karl Wilhelm Reinmuth i Heidelberg. Den har fått sitt namn efter den japanske astronomen Tsutomu Hioki.
Asteroiden har en diameter på ungefär 7 kilometer och den tillhör asteroidgruppen Koronis.